# Toby Ord
Toby David Godfrey Ord (18 de julio de 1979) es un filósofo australiano. Fundó Giving What We Can, una sociedad internacional cuyos miembros prometen donar al menos 10% de sus ingresos a caridades eficaces, y es una figura clave en el movimiento de altruismo eficaz, el cual promueve utilizar razón y evidencia para ayudar las vidas de otros tanto como sea posible. Es un investigador en Instituto del Futuro de la Humanidad de la Universidad de Oxford, donde su trabajo está centrado en riesgo existencial. Su libro sobre este tema—The Precipice: Existential Risk and the Future of Humanity—se publicó en marzo de 2020.

## Giving What We Can
En Oxford, Ord decidió dar una proporción significativa de sus ingresos a las ONG más eficaces que pudieran encontrar. Siguiendo un número de las consultas de personas interesadas en hacer un compromiso similar, Ord decidió crear una organización para ayudar a los donantes con una mentalidad parecida.
En 2009, Ord lanzó Giving What We Can, una sociedad internacional cuyos miembros tienen cada prometidos para dar al menos 10% de sus ingresos a ONGs que luchan contra pobreza. La organización forma parte del movimiento de altruismo eficaz. Giving What We Can busca no sólo para animar personas para donar más de su dinero, sino que también acentúa la importancia de dar a las organizaciones más eficaces, argumentando que "la búsqueda muestra que algunas son hasta mil veces más eficaz que otras." Hasta febrero de 2020 Giving What We Can había superado los 4500 miembros, quienes se habían comprometido a donar más $1,5 mil millones a caridades.
El mismo Ord decidió inicialmente limitar sus ingresos a veinte mil libras al año, y regalar todo lo que ganara por encima de eso a organizaciones benéficas bien investigadas. Un año más tarde, revisó esta cifra a dieciocho mil libras. Este umbral aumenta anualmente con la inflación. Hasta diciembre de 2019, había donado 106 000 libras, o el 28 por ciento de sus ingresos. A lo largo de su carrera, espera que sus donaciones sumen alrededor de un millón de libras.

## Publicaciones

### Libros
- 2020 – The Precipice: Existential Risk and the Future of Humanity, Toby Ord, ISBN 0316484911
- 2020 – Moral Uncertainty, William MacAskill, Krister Byvist y Toby Ord, ISBN 0198722273

### Ensayos (selección)
- 2019 – Ord, Toby (2019). «An upper bound for the background rate of human extinction». Scientific Reports 9 (1): 11054. doi:10.1038/s41598-019-47540-7.
- 2018 – Sandberg, Anders; Drexler, Eric; Ord, Toby (2018). «Dissolving the Fermi Paradox». arXiv:1806.02404.
- 2015 – Ord, Toby. «Moral Trade». Ethics 126.
- 2014 – Beckstead, Nick; Ord, Toby, Managing Existential Risk from Emerging Technologies, Government Office for Science.
- 2014 – Ord, Toby (6 de febrero de 2014). «Global poverty and the demands of morality».  En Perry, J, ed. God, The Good, and Utilitarianism: Perspectives on Peter Singer. CUP. ISBN 978-1107050754.
- 2013 – Ord, Toby, El imperativo moral a favor del coste-efectividad.[11]
- 2010 – Ord, Toby; Hillerbrand, Rafaela; Sandberg, Anders (2008). «Probing the improbable: methodological challenges for risks with low probabilities and high stakes». Journal of Risk Research 13. Bibcode:2008arXiv0810.5515O. arXiv:0810.5515.
- 2006 – Bostrom, Nick; Ord, Toby (2006). «The reversal test: eliminating status quo bias in applied ethics». Ethics 116 (4): 656-79. PMID 17039628. S2CID 12861892. doi:10.1086/505233.